# NGC 5583
NGC 5583 este o galaxie spirală situată în constelația Boarul. A fost descoperită în 4 iunie 1886 de către Lewis A. Swift.